# Бруклин 9-9
«Бру́клин 9-9» (англ. Brooklyn Nine-Nine) — американский ситком, созданный Дэниелом Гуром и Майклом Шуром.
Премьера сериала состоялась 17 сентября 2013 года на телеканале Fox. «Бруклин 9-9» был хорошо принят американской телепрессой и удостоен двух премий «Золотой глобус»: «Лучший комедийный телесериал» и «Лучшая мужская роль в комедийном телесериале» (Энди Сэмберг).

## Сюжет
История о том, что происходит, когда у детектива, не воспринимающего ничего серьезно, появляется новый руководитель, который хочет, чтобы он рос и с уважением относился к своей должности.
| Сезон | Сезон | Эпизоды | Оригинальная дата показа | Оригинальная дата показа |
| Сезон | Сезон | Эпизоды | Премьера сезона          | Финал сезона             |
| ----- | ----- | ------- | ------------------------ | ------------------------ |
|       | 1     | 22      | 17 сентября 2013         | 25 марта 2014            |
|       | 2     | 23      | 28 сентября 2014         | 17 мая 2015              |
|       | 3     | 23      | 27 сентября 2015         | 19 апреля 2016           |
|       | 4     | 22      | 20 сентября 2016         | 23 мая 2017              |
|       | 5     | 22      | 26 сентября 2017         | 20 мая 2018              |
|       | 6     | 18      | 10 января 2019           | 16 мая 2019              |
|       | 7     | 13      | 6 февраля 2020           | 23 апреля 2020           |
|       | 8     | 10      | 12 августа 2021          | 16 сентября 2021         |

## В ролях

### Основной состав
- Энди Сэмберг — детектив Джейкоб «Джейк» Джеффри Перальта
- Мелисса Фумеро — сержант Эми Сантьяго
- Джо Ло Трульо — детектив Чарльз Бойл
- Стефани Беатрис — детектив Розалита «Роза» Диас
- Терри Крюс — лейтенант Терренс «Терри» Винсент Джеффордс
- Челси Перетти — администратор Реджина «Джина» Линетти
- Андре Брауэр — капитан Рэймонд «Рэй» Джейкоб Холт
- Дирк Блокер — детектив 3-й степени Майкл Хичкок
- Джоэл Маккиннон Миллер — детектив Норман «Норм» Скалли

### Второстепенный состав
- Марк Эван Джексон — Кевин Кознер
- Паттон Освальд — пожарный инспектор Бун
- Дин Винтерс — детектив Уоррен Пемброук (Стервятник)
- Крэйг Робинсон — Даг Джуди (Угонщик Понтиаков)
- Мэрилу Хеннер — Вивиан Ладли
- Кайл Борнхеймер — детектив Тедди Уэллс
- Джеймс М. Коннор — заместитель комиссара Подольски
- Майкл Г. Хагерти — капитан Макгинли
- Кира Седжвик — заместитель начальника Мэделин Ванч
- Ева Лонгория — София Перес
- Стивен Рут — Линн Бойл
- Сандра Бернхард — Дарлин Линетти
- Брэдли Уитфорд — капитан Роджер Перальта
- Ник Кэннон — Маркус
- Крис Парнелл — Джеффри Хойтсман
- Джамаль Дафф — Зеки
- Мэри Линн Райскаб — Женевьев Миррен-Картер
- Джейсон Мандзукас — Эдриан Пименто
- Аида Туртурро — Мора Фиггис
- Деннис Хэйсберт — Боб Анндерсон

### Приглашённые актёры
- Фред Армисен — Млепнос
- Энди Рихтер — швейцар
- Стейси Кич — Джимми Броган
- Кид Кади — Дастин Уитмен
- Адам Сэндлер — играет самого себя
- Джо Тизманн — играет самого себя
- Дженни Слейт — Бьянка
- Дэн Баккедал — лейтенант Эндрю Миллер
- Эд Хелмс — Джек Донгер
- Ник Кролл — агент Кендрик
- Гаррет Диллахант — детектив Дэйв Мэйджорс
- Билл Хейдер — капитан Сет Дозерман
- Нил Деграсс Тайсон — играет самого себя
- Кэтрин Хан — Элеанор
- Кэти Сагал — Карен Перальта
- Дэймон Уэйанс мл. — детектив Стиви Шилленс
- Ник Офферман — Фредерик
- Майя Рудольф — маршал США Карен Хаас
- Реа Перлман — Эстель
- Йорма Такконе — Тэйлор
- Кен Марино — капитан Джейсон (Си Джей) Стенли
- Эстер Повицки — Эмили
- Джим О’Хейр — шериф Рейнольдс
- Эрик Робертс — Джимми (Мясник) Фиггис
- Зоуи Дешанель — Джесс Дэй
- Джимми Смитс — Виктор Сантьяго
- Фред Меламед — писатель Диси Парлов
- Маршон Линч — играет самого себя
- Чарльз Бейкер — Джордж Джуди
- Джон Фрэнклин — Тина Бойл

## Производство
8 мая 2013 года телеканал Fox заказал съёмки 13 эпизодов сериала. 18 октября 2013 года сериал был продлён на полный сезон. 7 марта 2014 года сериал был продлён на второй сезон, который стартовал 28 сентября 2014 года. 17 января 2015 года канал продлил сериал на третий сезон, который стартовал 27 сентября 2015 года. 24 марта 2016 года сериал был продлён на четвёртый сезон. 12 мая 2017 года сериал был продлён на пятый сезон. 10 мая 2018 года сериал был закрыт после пятого сезона телеканалом Fox. На следующий день NBC выкупил права на сериал и заказал 13-серийный шестой сезон. 7 сентября 2018 года NBC увеличил количество эпизодов в шестом сезоне до восемнадцати. Премьера шестого сезона состоялась 10 января 2019 года. 27 февраля 2019 года сериал был продлён на седьмой сезон, премьера которого состоялась 6 февраля 2020 года. 14 ноября 2019 года «Бруклин 9-9» продлили на восьмой сезон.

## Рейтинги
| Сезон | Сезон   | Эпизоды | Таймслот                                                                               | Премьера сезона  | Премьера сезона             | Финал сезона   | Финал сезона              | Рейтинг Нильсена | Рейтинг Нильсена   |
| Сезон | Сезон   | Эпизоды | Таймслот                                                                               | Дата             | Зрители премьеры (миллионы) | Дата           | Зрители финала (миллионы) | Ранг             | Зрители (миллионы) |
| ----- | ------- | ------- | -------------------------------------------------------------------------------------- | ---------------- | --------------------------- | -------------- | ------------------------- | ---------------- | ------------------ |
| 1     | 2013-14 | 22      | Вторник 8:30 (эпизоды 1-14) Воскресенье 10:30 (эпизод 15) Вторник 9:30 (эпизоды 16-22) | 17 сентября 2013 | 6,17                        | 25 марта 2014  | 2,59                      | 98               | 4,80               |
| 2     | 2014-15 | 23      | Воскресенье 8:30                                                                       | 28 сентября 2014 | 5,46                        | 17 мая 2015    | 2,35                      | 113              | 4,87               |
| 3     | 2015-16 | 23      | Воскресенье 8:30 (2015) Вторник 9:00 (2016)                                            | 27 сентября 2015 | 3,14                        | 19 апреля 2016 | 2,02                      | 118              | 3,98               |
| 4     | 2016-17 | 22      | Вторник 8:00 (2016-17) Вторник 8:30 (2017)                                             | 20 сентября 2016 | 2,39                        | 23 мая 2017    | 1,50                      | 137              | 2,87               |
| 5     | 2017-18 | 22      | Вторник 9:30 (эпизоды 1-11) Воскресенье 8:30 (эпизоды 12-22)                           | 26 сентября 2017 | 2,00                        | 20 мая 2018    | 1,79                      | 161              | 2,71               |
| 6     | 2018-19 | 18      | Четверг 9:00                                                                           | 10 января 2019   | 3,54                        | 16 мая 2019    | 1,55                      | 138              | 3,11               |
| 7     | 2019-20 | 13      | Четверг 8:30                                                                           | 6 февраля 2020   | 2,66                        | 23 апреля 2020 | 2,24                      | 105              | 2,69               |

## Отзывы критиков
«Бруклин 9-9» получил в основном позитивные отзывы кинокритиков. На октябрь 2013 года сериал держит рейтинг 90 % «свежести» на Rotten Tomatoes. На Metacritic сериал получил 69 из 100, основываясь на 33 «в общем положительных» рецензиях.

## Награды и номинации
| Награда                           | Дата церемонии  | Номинация                                                             | Номинант        | Результат |
| --------------------------------- | --------------- | --------------------------------------------------------------------- | --------------- | --------- |
| American Comedy Awards            | 8 мая 2014      | Комедийный сериал                                                     | Бруклин 9-9     | Номинация |
| American Comedy Awards            | 8 мая 2014      | Комедийный актёр — TV                                                 | Энди Сэмберг    | Победа    |
| American Comedy Awards            | 8 мая 2014      | Комедийная актриса второго плана — TV                                 | Челси Перетти   | Номинация |
| Critics' Choice Television Awards | 19 июня 2014    | Лучший актёр второго плана в комедийном сериале                       | Андре Брауэр    | Победа    |
| GLAAD Media Awards                | 12 апреля 2014  | Лучший комедийный сериал                                              | Бруклин 9-9     | Номинация |
| Золотой глобус                    | 12 января, 2014 | Лучший актёр в комедийном или музыкальном TV сериале                  | Энди Сэмберг    | Победа    |
| Золотой глобус                    | 12 января, 2014 | Лучший комедийный или музыкальный TV сериал                           | Бруклин 9-9     | Победа    |
| People's Choice Awards            | 8 января 2014   | Любимый актёр в новом TV сериале                                      | Энди Сэмберг    | Номинация |
| NAACP Image Award                 | 22 февраля 2014 | Лучший актёр в комедийном сериале                                     | Андре Брауэр    | Номинация |
| Satellite Awards                  | 23 февраля 2014 | Лучший актёр в комедийном или музыкальном TV сериале                  | Андре Брауэр    | Номинация |
| Imagen Awards                     | 1 августа 2014  | Комедийная актриса второго плана — TV                                 | Стефани Беатрис | Номинация |
| Creative Arts Emmy Awards         | 16 августа 2014 | Outstanding Stunt Coordination for a Comedy Series or Variety Program | Бруклин 9-9     | Победа    |
| EWwy Award                        | 18 августа 2014 | Лучший комедийный сериал                                              | Бруклин 9-9     | Номинация |
| EWwy Award                        | 18 августа 2014 | Лучший комедийный актёр                                               | Энди Сэмберг    | Номинация |
| Прайм-тайм премия «Эмми»          | 25 августа 2014 | Лучший актёр второго плана в комедийном сериале                       | Андре Брауэр    | Номинация |